# Howardries
Howardries is een dorpje in de Belgische provincie Henegouwen. Het is een deelgemeente van Brunehaut. Het dorpje ligt vlak tegen de Franse grens aan en was tot 1 januari 1977 een zelfstandige gemeente. Een groot stuk van het grondgebied is bosgebied.

## Bezienswaardigheden
- De Maria Magdalenakerk (Église Sainte-Marie-Madeleine) heeft een gotisch koor en twee gotische transeptkapellen van einde 16e eeuw. In 1860 werden schip en toren herbouwd. De kerk wordt omringd door een kerkhof waarin zich de eind 19e-eeuwse grafkapel van de familie du Chastel de la Howardries bevindt.
- Het Château du Chastel de la Howardries vormt een domein dat al in de 14e eeuw bestond en midden in het dorp ligt. Het kasteel werd midden 18e eeuw herbouwd maar in 1869 werd een groot deel van het kasteel gesloopt op het woongedeelte na. Uit deze tijd stammen ook de neoclassicistische vleugels van het kasteel.
- Het Château de Flines ligt in het Bois de Flines en werd in eclectische stijl gebouwd op een wijze zoals men de Engelse middeleeuwse kastelen dacht.

## Natuur en landschap
Howardries ligt te midden van bossen. De Elnon vormt het grensriviertje met Frankrijk. De hoogte aan de kerk bedraagt 25 meter.

## Demografische ontwikkeling
- Bronnen:NIS, Opm:1831 tot en met 1970=volkstellingen, 1976= inwoneraantal op 31 december

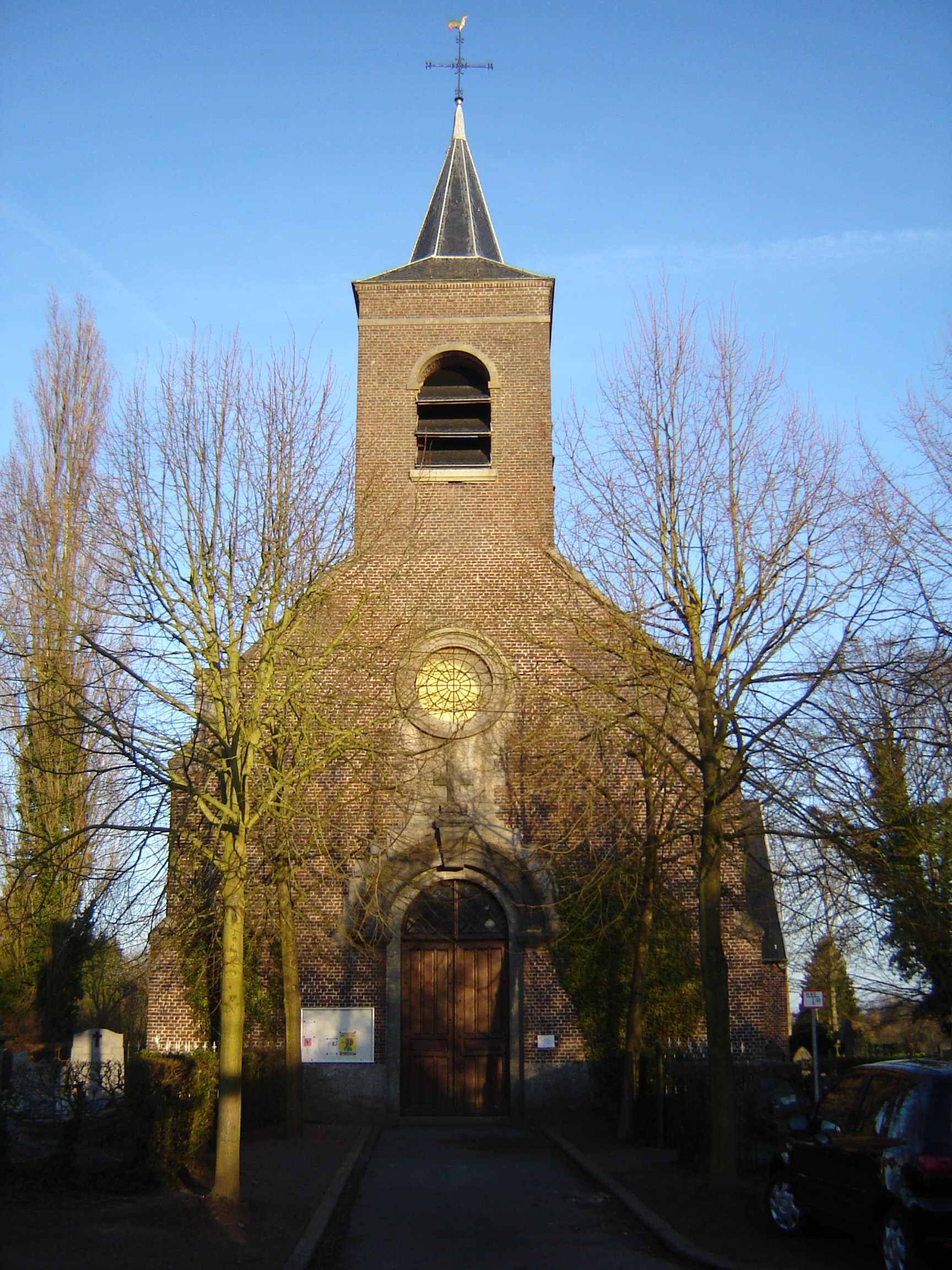
Kerk Sainte-Marie-Madeleine

## Nabijgelegen kernen
La Glanerie, Rongy, Aix-en-Pévèle, Rumegies, Lesdain
Deelgemeenten: Bléharies · Guignies · Hollain · Howardries · Jollain-Merlin · Laplaigne · Lesdain · Rongy · Wez-Velvain

Belgische gemeenten · Arrondissement Doornik-Moeskroen · Henegouwen · Wallonië